# Пресбургер, Мойжеш
Мойжеш Пресбургер (27 декабря 1904 года — прибл. 1943) — польский математик еврейского происхождения, логик и философ. Ученик Альфреда Тарского, Яна Лукасевича, Казимира Куратовского и Казимира Айдукевича. Автор арифметики Пресбургера (1929). Погиб в Холокост.

## Биография
Родился в Варшаве 27 декабря 1904 года в семье Абрама Хаима Пресбургера и Йохвет Пресбургер (в девичествеs Aszenmil). 28 мая 1923 года получил аттестат зрелости от Коммерческой школы Купеческого собрания Варшавы.
Будучи студентом, написал в 1929-м году новаторскую работу о разрешимости теории сложения (сегодня именуемой арифметикой Пресбургера).
7 октября 1930 года ему была присуждена степень магистра математики от университета Варшавы.
Погиб в Холокост, предположительно в 1943 году.
В 2010 году Европейская ассоциация теоретической информатики начала присуждать ежегодную премию Пресбургера молодым ученым за выдающийся вклад в изучение информатики. Первым ученым, удостоенным премии, был Миколай Боянчик.